# Propel
Propel — ORM с открытым исходным кодом для PHP5. Он позволяет получить доступ к базе данных, используя множество объектов, предоставляемых простым API для хранения и обработки данных. Propel дает веб-разработчику необходимые инструменты для работы с базами данных таким же путём, как работа с другими классами и объектами PHP. Propel также составная часть фреймворка Symfony и был в нем ORM по умолчанию до версии 1.2.

## Пример использования
```
$book
 
=
 
BookPeer
::
retrieveByPK
(
123
);
 
// Извлечение записи из базы данных

$book
->
setName
(
'Don\'t be Hax0red!'
);
 
// изменение. Не нужно беспокоиться об escape данных

$book
->
save
();
 
// сохранение

$criteria
 
=
 
new
 
Criteria
();
 
// извлечь все записи...

$criteria
->
add
(
BookPeer
::
PUBLISH_YEAR
,
 
2009
);
 
//... книги опубликованные в 2009 году

$criteria
->
addAscendingOrderBy
(
AuthorPeer
::
LAST_NAME
);
 
//... сортировка по автору

$books
 
=
 
BookPeer
::
doSelectJoinAuthor
(
$criteria
);

foreach
(
$books
 
as
 
$book
)
 
{

  
echo
  
$book
->
getAuthor
()
->
getFullName
();

}

```